# خير الله الدوسري
خير الله الدوسري (مواليد 21 يوليو 1986) هو لاعب كرة قدم سعودي .
لعب سابقاً في أندية النصر و سدوس و ضمك و هجر و الرياض و الدرعية و الكوكب و النجمة و البكيرية .

## وصلات خارجية
- خير الله الدوسري